# Адамовское (Украина)
Адамовское (укр. Адамівське) — посёлок, Саксаганский сельский совет, Криничанский район, Днепропетровская область, Украина.
Село ликвидировано в 2008 году.
Посёлок находился на расстоянии в 0,5 км от сёл Тепловка и Зелёная Долина, в 1-м км от села Саксаганское. Рядом проходят автомобильная дорога Т-0429 и железная дорога, станция Адамовское.